# West Farmington, Ohio
West Farmington là một làng thuộc quận Trumbull, tiểu bang Ohio, Hoa Kỳ. Năm 2010, dân số của làng này là 499 người.